# Vincenzo Gennaro
Vincenzo Gennaro (Petralia Soprana, 17 settembre 1944) è uno scultore italiano.

## Biografia

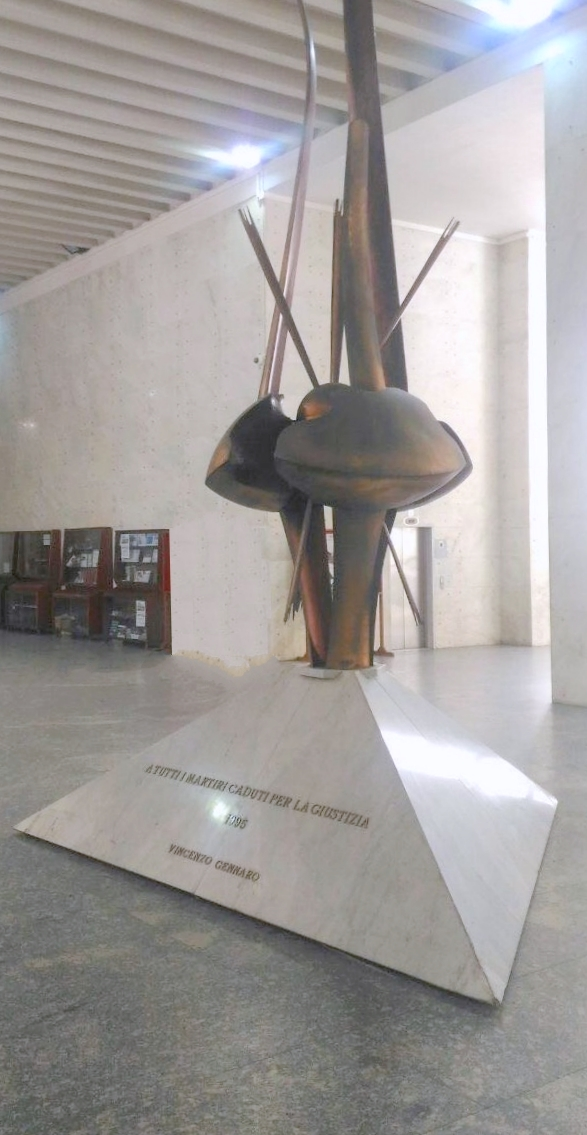
Metamorfosi di Primavera. 1995 Palazzo di Giustizia di Palermo

Dalla Sicilia si trasferisce a otto anni con la famiglia a Cheratte, in Belgio. Frequenta poi il liceo artistico e consegue la maturità a Palermo nel 1964. Nel 1963 effettua la sua prima mostra. Si trasferisce a Firenze, dove lavora come ceramista e scultore sino alla fine degli anni 60. Dal 1970 al 1990 vive e insegna a Bagheria. Dal 90 in poi realizza una serie di opere pubbliche monumentali o di arte sacra in varie città d'Italia e soprattutto di Sicilia. Consegue la laurea in Arti Visive e Discipline dello spettacolo e continua ad insegnare a livello universitario. 
Vive e lavora a Prato, a Bagheria e a Petralia Soprana.
Ha realizzato oltre 800 opere, prevalentemente in bronzo a cera fusa, ma anche in altri materiali.

### Insegnamento
Per una ventina d'anni (sino al 1987), insegna Progettazione Artistica di Scultura e Discipline Plastiche presso l'Istituto d'Arte di Bagheria. Poi per 10 anni insegna Tecniche speciali per la conservazione ed il restauro nel Corso di scienze e tecnologie dei beni culturali presso l'Università di Palermo. Attualmente insegna presso l’Accademia di Belle Arti di Agrigento.

## Stile
Gennaro da bambino rimane incantato dal Barocco siciliano delle chiese di Petralia Soprana e dai crocefissi fortemente espressivi dello scultore seicentesco Umile da Petralia. Ne deriverà in lui una forte propensione per l'arte sacra e un profondo rispetto per i maestri del passato, evidente nella definizione idealizzata di volti e corpi femminili.
Nei primi anni della sua produzione, una geometria essenziale prevale nelle serie di "sfere" e di "corpi spaziali" ma, all'inizio dei 90, ancor prima della nascita del movimento cyberpunk nell'Arte, Gennaro inizia a far interagire le strutture tecnologiche con volti e corpi muliebri d'ispirazione manieristica, incastonati in ingranaggi inquietanti.
Egli rielabora più volte, nel corso della sua carriera, il severo tema del Cristo crocifisso, attribuendogli però una dinamica e una "passionalità", che rivelano l'impatto su di lui, negli anni fiorentini, delle opere michelangiolesche. Emerge in quasi tutte le opere una fede profonda, che sublima il tema della donna, della maternità, della fatica umana.
Negli anni più recenti, trae ispirazione dalle origini della cultura mediterranea, approfondendo il tema della Dea Madre e degli influssi sulla Sicilia della colonizzazione greca, sotto il profilo sia storico che mitologico. Gli incastri tecnologici cedono il posto a strutture altrettanto complesse, ma colte dal mondo della natura, come l'antico ceppo dell'ulivo 2010.

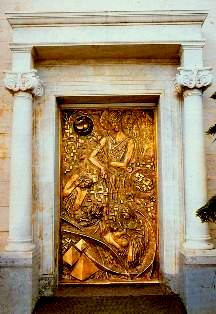
La porta della vita - Santuario della Madonna di Loreto, Altavilla Milicia 1998-2000

## Opere

### Sculture monumentali
- Strutture e superfici, 1991, Complesso residenziale 2000, Prato
- La Cometa, 1993, Belvedere del Carmine, Petralia Soprana
- Metamorfosi di Primavera, 1994, Palazzo di Giustizia di Palermo
- Alba nel cuore 2004, Piazza Tosti, Palermo
- San Pio 2004, Chiesa di Santa Cita, Palermo
- Erba del vento 2005, Museo Guttuso, Bagheria
- L'Antico ceppo dell'ulivo 2010, Piazza Aldo Moro, Scillato

### Porte monumentali
- Santuario di Altavilla Milicia 2000[8]
- Chiesa San Girolamo di Ficarazzi
- Banca di Credito Cooperativo Petralia Sottana

### Altre opere
- Candelabro per la Cappella del Sacro Cingolo del Duomo di Prato
- Cristo risorto Confederazione Internazionale Armatori, Caracas
- Pensiero orientale 1984, Tribunale di Sorveglianza, Palermo

### Medaglie
Nell'intera carriera di Gennaro, è intensa la produzione di medaglie in bronzo, oro e argento, tra altri, per l'Arena di Verona.

## Esposizioni

### Musei
Sue medaglie si trovano al Museo del Bargello di Firenze ed erano esposte al Museo di Firenze com’era.
Il bronzo Erba del vento del 2005, alto sette metri, è esposto al Museo Guttuso di Bagheria. Bozzetti dello scultore sono esposti al Museo dei Bozzetti di Pietrasanta.
La serie di dieci bronzi L'anima greca della Sicilia è esposta al Museo Villa S.Isidoro De Cordova di Aspra.

### Mostre
Tra le maggiori mostre antologiche dello scultore va ricordata quella al Parlamento Europeo di Strasburgo nel 1997. Ha esposto inoltre in tutta Italia e all'estero.

## Pubblicazioni
- Vincenzo Gennaro et al., Gennaro: sculture monumentali, 1989-1994, Lalli, Poggibonsi, 1994
- Vincenzo Gennaro, Ricerca sul degrado degli elementi lapidei di pregio degli edifici storici: interventi diagnostici e restauro conservativo, Palermo 2003

## Premi
Gennaro è stato riconosciuto con il premio speciale alla carriera per la scultura, nell'ambito della II edizione del Premio Lorenzo il Magnifico alla Biennale internazionale dell'arte contemporanea di Firenze nel 1999. Nel 1998 consegue a Palermo il Premio Internazionale di Sicilianità "Pigna d'Argento" (X edizione).

## Galleria d'immagini

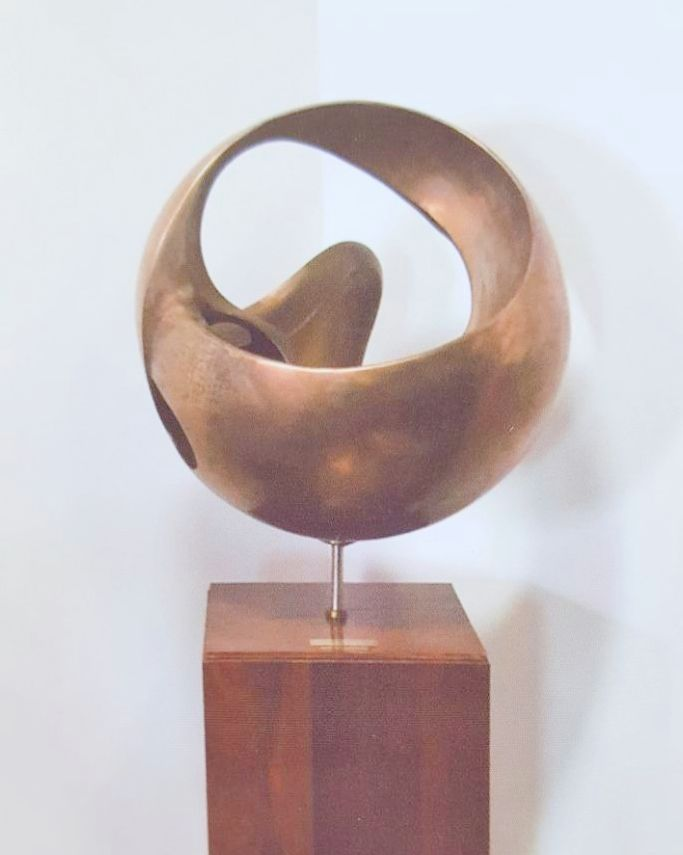
Pensiero Orientale 1984 Tribunale di Sorveglianza Palermo.
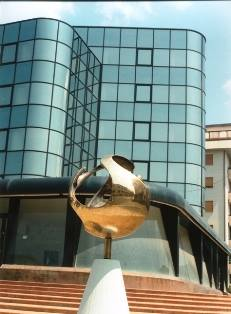
Strutture e superfici 1991 Complesso residenziale 2000 Prato.
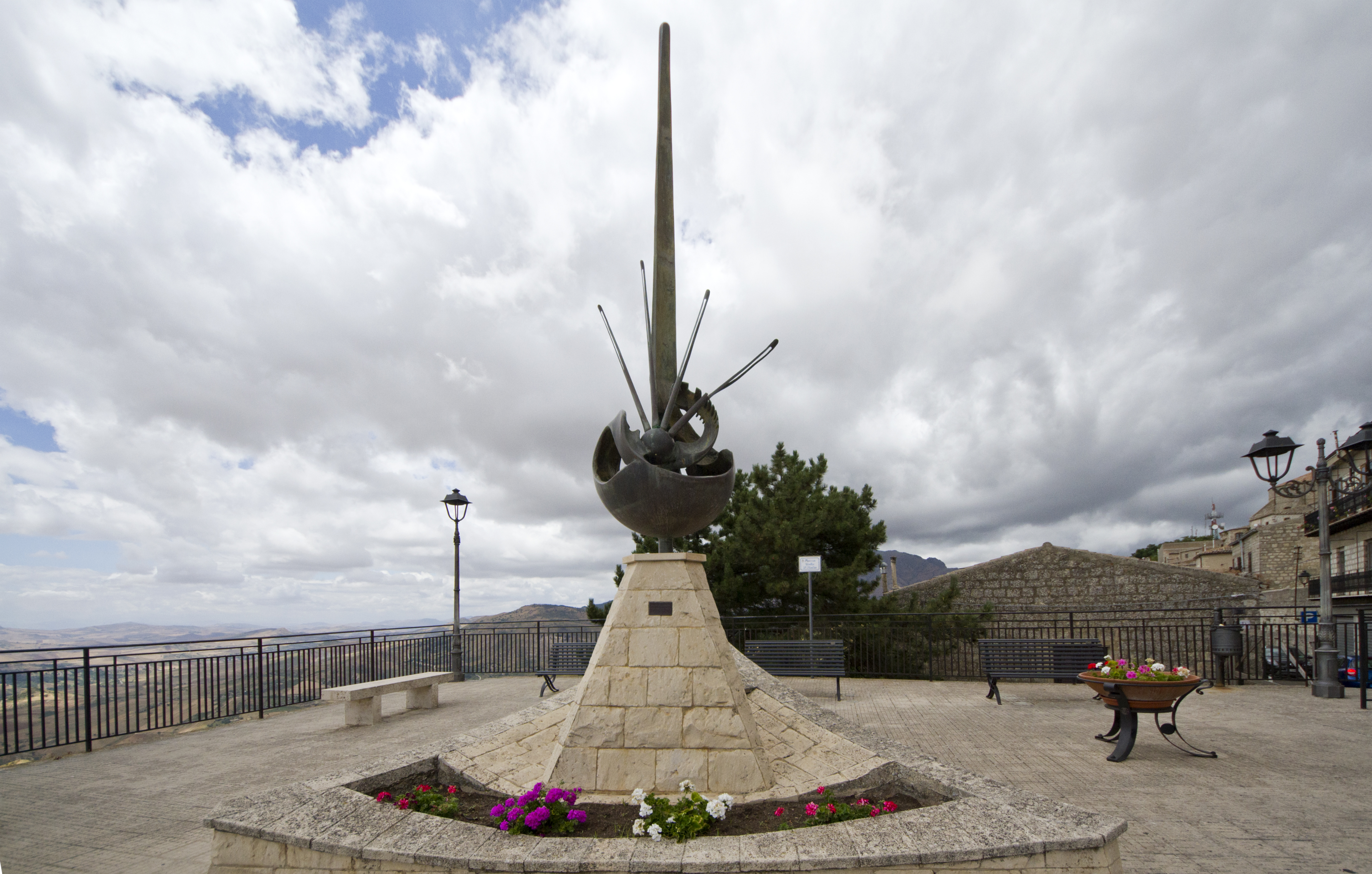
La Cometa 1993,  Petralia Soprana
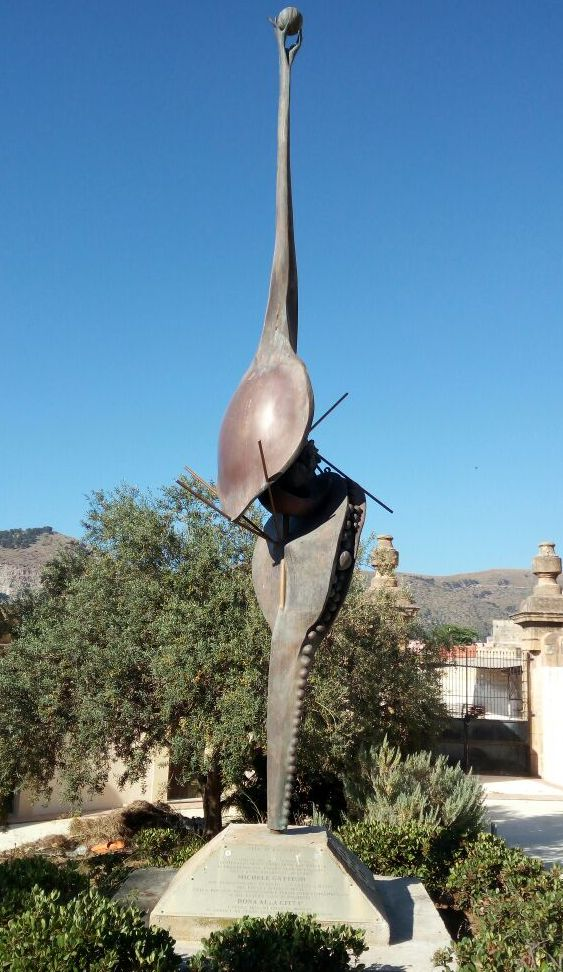
Erba del vento 2005, Museo Guttuso, Bagheria
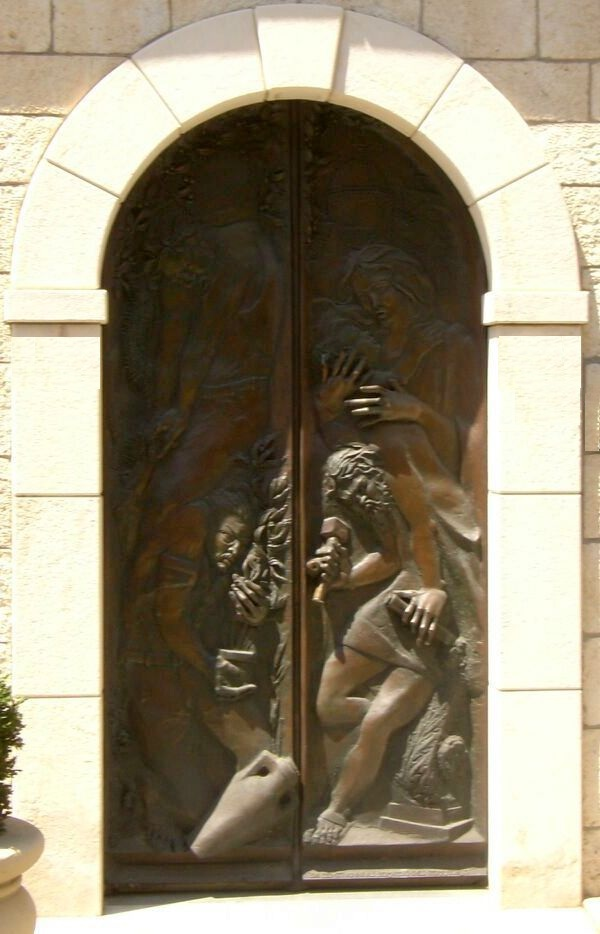
Porta in bronzo, Banca di Credito Cooperativo Petralia
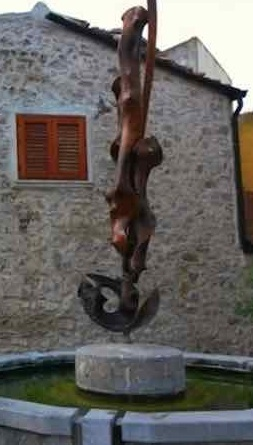
L'antico ceppo dell'ulivo 2010, Piazza Aldo Moro, Scillato